# Papini Estaci
|  | Si cercau el pare de Papini Estaci, vegeu Publi Papini Estaci (pare) |

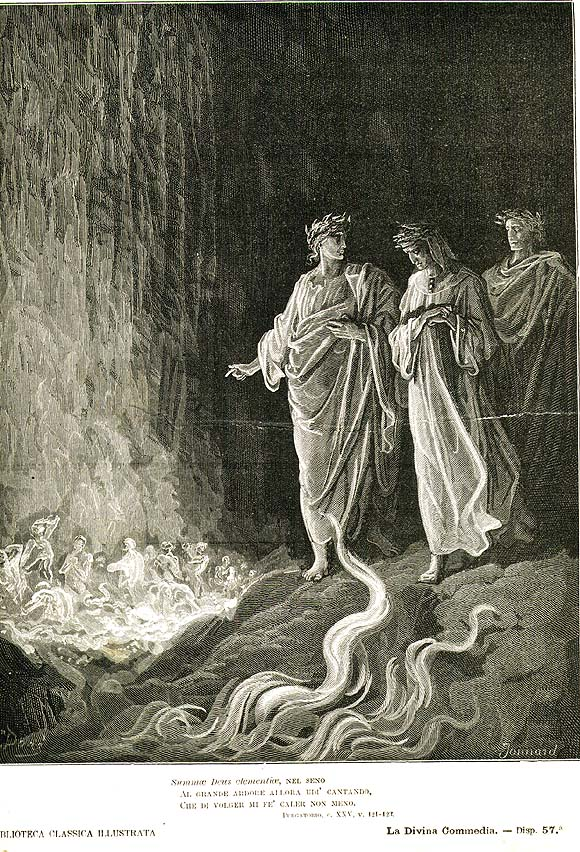
Estaci, Virgili i Dante al costat de les flames de la setena terrassa al purgatori (Divina comèdia, Cant 25).

Publi Papini Estaci (llatí: Publius Papinius Statius), més conegut com a Papini Estaci o, simplement, Estaci, fou un poeta romà nascut a Nàpols vers l'any 45 dC.
A l'edat mitjana, va gaudir d'una gran popularitat a l'Europa llatina gràcies al fet que la seva obra èpica era la font principal de la llegenda tebana en llatí. Tan gran fou la seva importància que el Dant el situa al nivell de Virgili en la Divina Comèdia com a guia del Purgatori. Amb la recuperació del coneixement del grec a l'Europa llatina després de la caiguda de Constantinoble el 1453 i l'arribada de nombrosos gramàtics grecs a Itàlia, hom tengué accés de nou als autors grecs i Estaci passà a un pla més secundari, considerat per sota els grans (Virgili, Ovidi i Horaci).

## Biografia
Hi ha molt poques dades de la seva vida, atès que només l'esmenta Juvenal; hom també pot obtenir informació dels seus escrits, els quals, val a dir, no sempre són clars. Va ser educat amb cura pel seu pare, el qual també havia estat un poeta i guanyador de diversos concursos. Estaci va esdevenir un poeta brillant i efusiu; va guanyar tres vegades el premi en el concurs literari d'Alba, però fou derrotat en uns jocs es va retirar a Nàpols amb la seva dona Clàudia, amb la qual s'havia casat ja de gran i a qui estimava molt. Es creu que de jove va viure amb certa pobresa però es va aprofitar del patronatge de Domicià. Va morir vers el 96.

## Obra
Estaci era un poeta versàtil, capaç de compondre en diferents tipus de mètrica: hexàmetres, hendecasíl·labs, en estrofa alceica i en estrofa sàfica; o de narrar històries èpiques emprant un llenguatge molt refinat. També era capaç de sorprendre els oients amb discursos de poesia retòrica, amb la qual es va guanyar l'admiració de gent de poder que el patrocinaven, entre ells l'emperador. Alguns dels seus treballs, com ara els que va presentar en competicions s'han perdut. Se sap que va escriure un Agave, del qual se'n conserva un fragment de quatre línies, que era un poema dedicat a les campanyes de l'emperador Domicià i un De Bello Germanico escrit per als jocs poètics d'Alba, que s'han conservat en un llibre de Juvenal.
Les obres més destacades que va escriure són:
- "Silvarum Libri V" , que pertany a la col·lecció de poemes coneguda com a "Silvae".
- "Thebaidos Libri XII"
- "Achilleidos Libri II" , que pertany al poema èpic inacabat anomenat "Aquil·leida".

### Tebaida

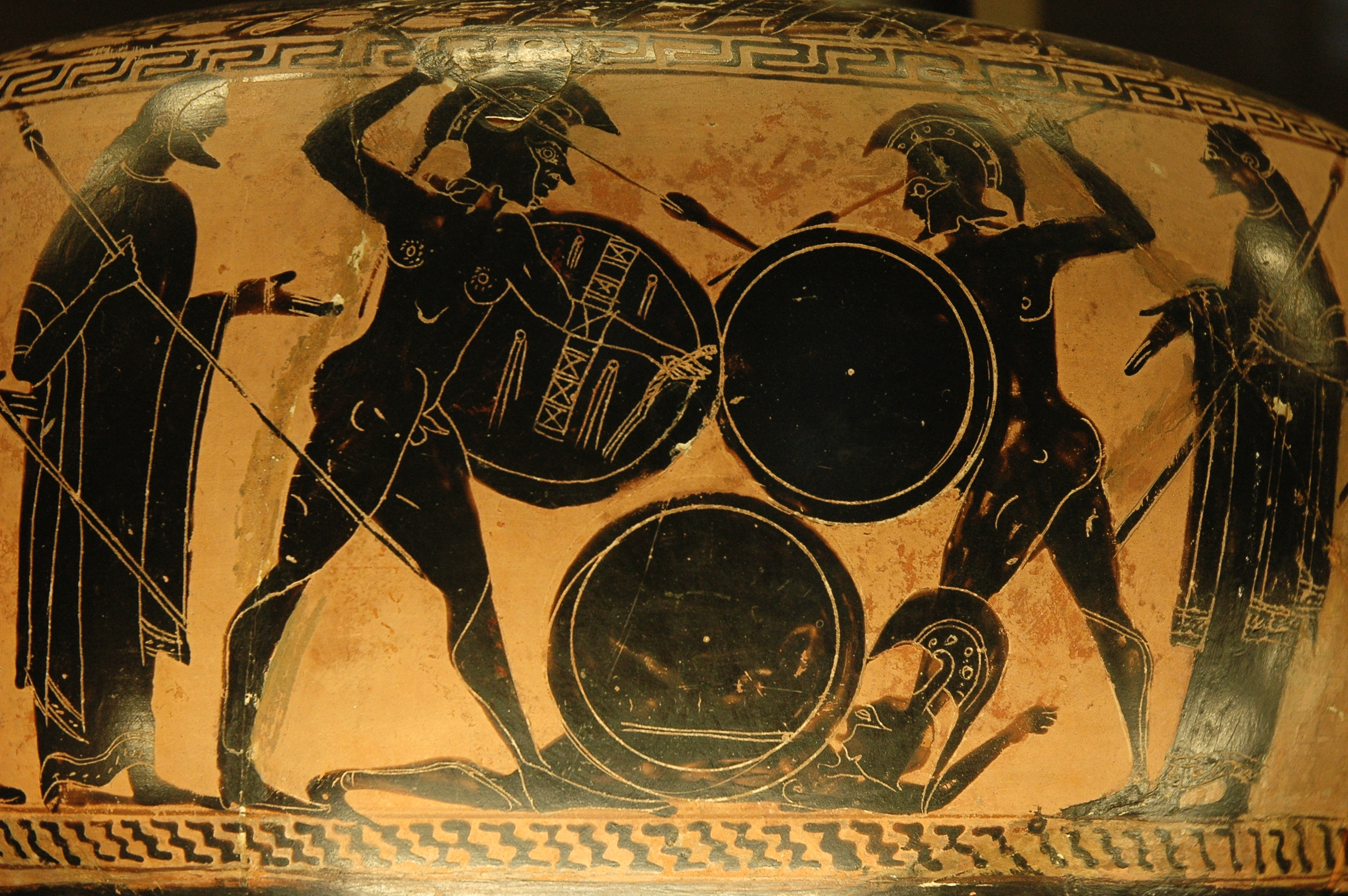
Els guerrers grecs són els protagonistes del poema èpic "Tebaida".

És un poema èpic sobre l'episodi dels "set contra Tebes". Segons diu el mateix Estaci, aquest poema va ser escrit entre c. 80 – c. 92, començant quan el poeta tenia uns 35 anys. El poema es divideix en dotze llibres, a imitació de l'Eneida de Virgili i emprant hexàmetres dactílics. En la seva obra "Silvae", Estaci parla del gran treball que li va suposar fer la "Teibaida", no només per la seva extensió, sinó també per la tasca de revisió i perfeccionament que va fer per a causar un millor efecte quan el recitava públicament. Des de l'epíleg sembla que l'autor ja tenia clar que hauria de ser una gran obra i que li asseguraria fama i fortuna. També aprofita l'epíleg per agrair a Virgili haver estat el seu model, però també esmenta altres que li van servir de font d'inspiració.
La història que narra és la batalla entre els fills d'Èdip per aconseguir el tron de Tebes. El poema comença amb (llibre 1) Èdip maleint els seus dos fills, Etèocles i Polinices, els quals han decidit assumir el govern de Tebes alternant-s'hi any si any no mentre l'altre s'està a l'exili. El déu Júpiter planeja una guerra entre Tebes i Argos, però Juno l'implora que no els inciti. Polinices, des de l'exili lluita contra Tideu, un personatge també exiliat però del palau d'Adrast. Els dos acaben fent-se amics i es casen amb les filles d'Adrast. Al llibre 2, ja ha passat el primer any del regnat d'Etèocles, però refusa cedir el poder al seu germà, tal com havien acordat. Tideu s'adreça a Etèocles per demanar-li que deixi el tron, però ell s'hi nega i prova de matar Tideu en una emboscada. Tideu escapa a Argos, llavors Adrast i Polinices declaren la guerra a Tebes (llibre 3).
Al quart llibre, les forces d'Argos es reuneixen comandades pels set campions: Adrast, Polinices, Amfiarau, Capaneu, Partenopeu, Hipomedont i Tideu. Tots marxen cap a Tebes, però a Nemea, el déu Dionís causa una sequera. L'exèrcit es troba amb Hipsípile, que els porta a una deu i allà els explica la història de les dones de Lemnos (llibre 5).
Mentre els està parlant el seu pupil, Ofeltes, és atacat per una serp i mor. Al llibre 6, els guerrers fan jocs esportius per homenatjar el noi durant el seu funeral, així s'instituïren els jocs de Nemea. Al llibre 7, Júpiter increpa els homes perquè continuïn el seu viatge. A Tebes, en plena batalla, Amfiarau és engollit per la terra. Al llibre 8, Tydeu, mortalment ferit, encara té forces per matar Melanip i menjar-se el seu cap. Sobre el seu cos, Partenopeu i Hipodemont lluiten fins a morir aquest últim (llibre 9). Al llibre 10, Juno provoca la son sobre els tebans, mentre els d'Argos fan una mortaldat al camp de batalla. Menoeceu se sacrifica per poder salvar Tebes. Júpiter envia un llamp per matar Capaneu. Al llibre 11, Polinices i Etèocles es troben i lluiten l'un contra l'altre, morint tots dos al final. Iocasta, la reina àvia, se suïcida. El seu germà Creon assumeix el poder i prohibeix que es doni sepultura als invasors morts. Al llibre final, les vídues d'Argos van a Atenes a demanar Teseu que obligui a Creon a enterrar els morts. Argia, la vídua de Polynices, crema el cadàver del seu marit sense permís. Teseu aplega un exèrcit i mata Creon. El poema acaba amb un epíleg en què l'autor demana la glòria per a la seva obra, avisant que no espera ser un rival de l'Eneida, però si desitjant que la seva fama li sobrevisqui.

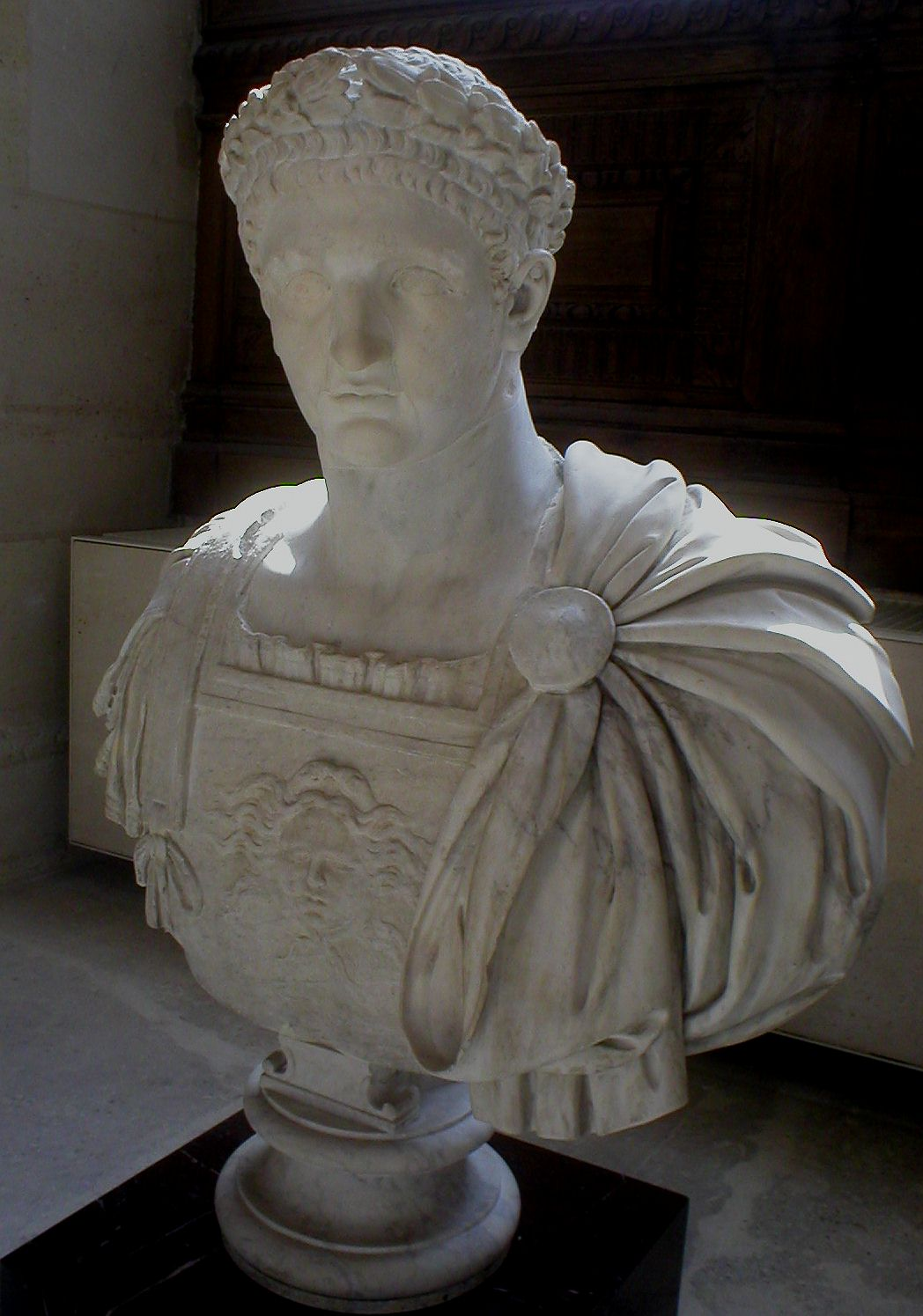
La relació entre Estaci i l'emperador Domicià (imatge) ha estat criticada.

Els crítics de l'edat moderna han expressat opinions dividides sobre el to de la Tebaida. Alguns del segle xix i xx consideren el poema una peça d'elaborada adulació cap a Domicià; mentre que altres crítiques més recents el veuen com un treball subversiu, una crítica contra l'autoritarisme i la violència de la dinastia Flàvia, els quals exercien el poder amb extrema violència i causant el caos social. L'ús de les al·legories que fa Estaci i el tracte abstracte dels déus ha estat valorat com una innovació important en la tradició de la poesia clàssica, que va marcar la guia per a les normes poètiques medievals. Actualment se'l valora per la subtilesa i domini de la narrativa dins d'un context poètic, juntament amb el control de la descripció, encara que antigament no se li van reconèixer aquests mèrits.

### Silvae
Aquest conjunt de poemes van ser escrits cap als anys 89–96. Sembla que els tres primers llibres es van publicar junts passat l'any 93, el llibre 4 probablement l'any 95 i el llibre 5 es creu que es va publicar pòstumament. El títol, que es podria traduir per "bosc" o "matèria primera", descriu una sèrie de treballs escrits en un moment d'inspiració, esborranys que més endavant va revisar per a convertir-los en acurada expressió mètrica. Hi ha un total de trenta-dos poemes, la majoria amb dedicatòria, que s'han agrupat en cinc llibres, cadascun d'ells amb una epístola al començament. El vers més emprat és l'hexàmetre, uns 5/6 d'un total de prop de quatre mil versos pertanyen a aquesta mètrica. Quatre poemes estan escrits en mètrica d'hendecasíl·labs, hi ha un en estrofa alceica i una en estrofa sàfica.

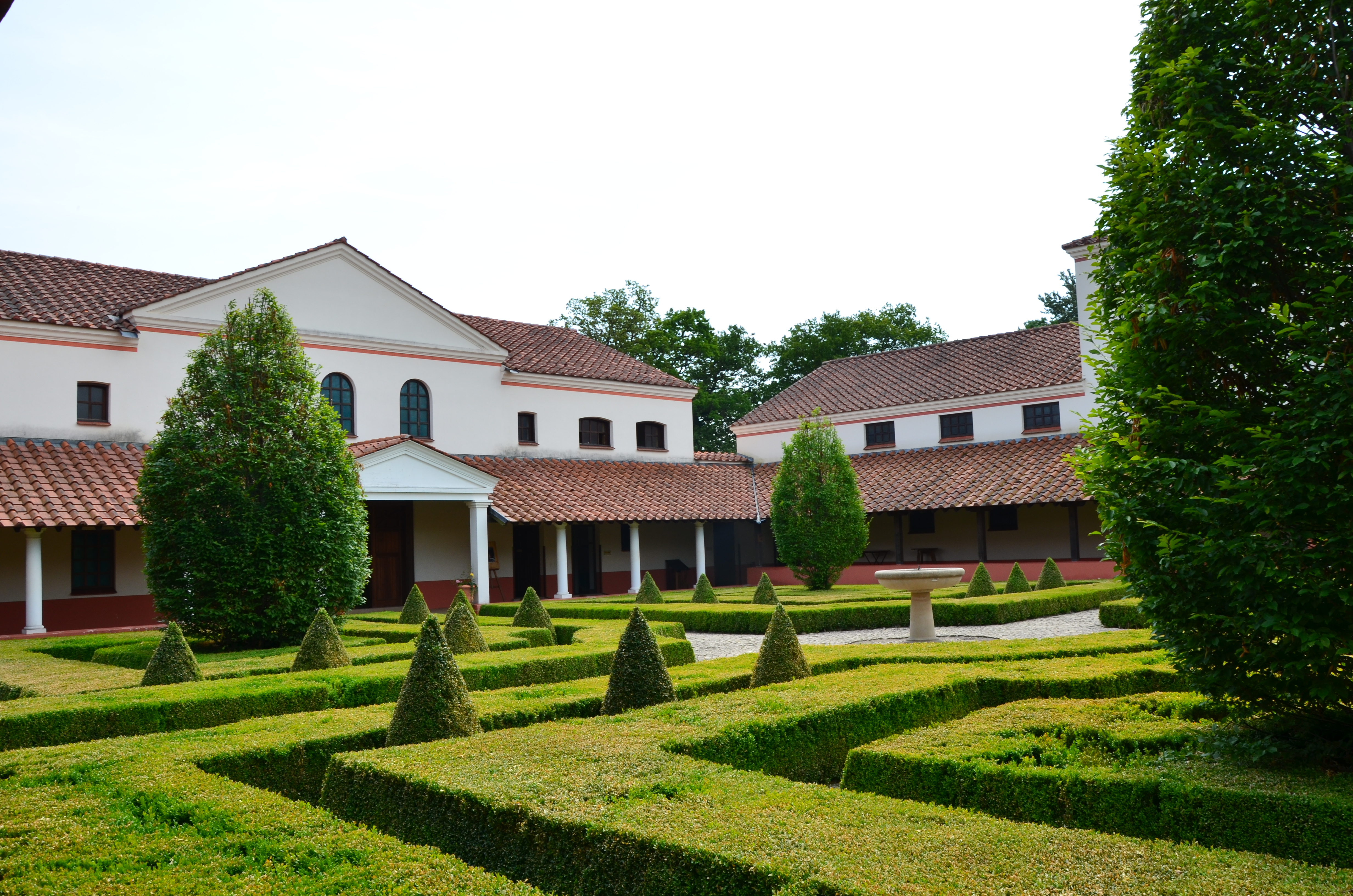
Algunes poesies de la "Silvae" són descripcions de vil·les com la de la foto.

Els temes que tracta són diversos. Cinc poemes estan adreçats a l'emperador i els seus favorits, un d'ells és la descripció d'una estàtua eqüestre que tenia Domicià al fòrum (1.1), una lloança per la decisió de construir la Via Domiciana (4.3), un poema dedicat als cabells de l'eunuc Earinus, un dels favorits de Domicià, i també hi ha una lloança a una capella dedicada a Esculapi (3.4). Sis són lamentacions per la mort d'algú o per consolar els familiars del difunt, incloent uns poemes molt personals per la mort del seu pare i el seu fill adoptiu (5.3,5). Són molt notables els creats per al consol de vídues (3.3), també hi ha un escrit per la mort d'un estimat lloro (2.4) i un lleó dels destinats a espectacles al circ (2.5).
Un grup de poemes dins el Silvae ofereixen un viu retrat de les vil·les dels seus amics, amb descripcions dels jardins i obres d'art que en ells hi havia, que aporten la millor informació sobre la manera de viure de l'aristocràcia romana d'aquell moment.
També és de destacar un poema dedicat al temple d'Hèrcules de Pollius (3.1), l'al·legoria dels tres a la vil·la Atedius (2.3), una antiga estàtua d'Heracles pertanyent a un tal Lisip (4.6) i la descripció de la vil·la que Pollius tenia a Surrentum (2.2). La resta dels Silvae consisteixen en poemes per a felicitar amics o poemes escrits per a una ocasió especial com ara el que està adreçat al casament de Stella i Violentilla (2.2), el poema en commemoració de l'aniversari del poeta Lucà (2.7) i una peça en to de broma com a regal per Plotius Grypus amb motiu de la Saturnàlia (4.9).
Pel mateix motiu que la Tebaida, la relació entre Estaci i Domicià va causar que els crítics literaris no valoressin prou el treball d'aquest autor, cosa que en els darrers temps s'ha rebutjat, aconseguint la fama merescuda. L'adulació que Estaci fa cap a l'emperador i la gent de classe patrícia ha estat interpretada de dues maneres: alguns opinen que en el fons és un contingut subversiu i que amaguen una crítica subtil; altres creuen que es tracta de peces individuals sense cap objectiu comú en concret, escrites per ocasions especials.

### Aquil·leida

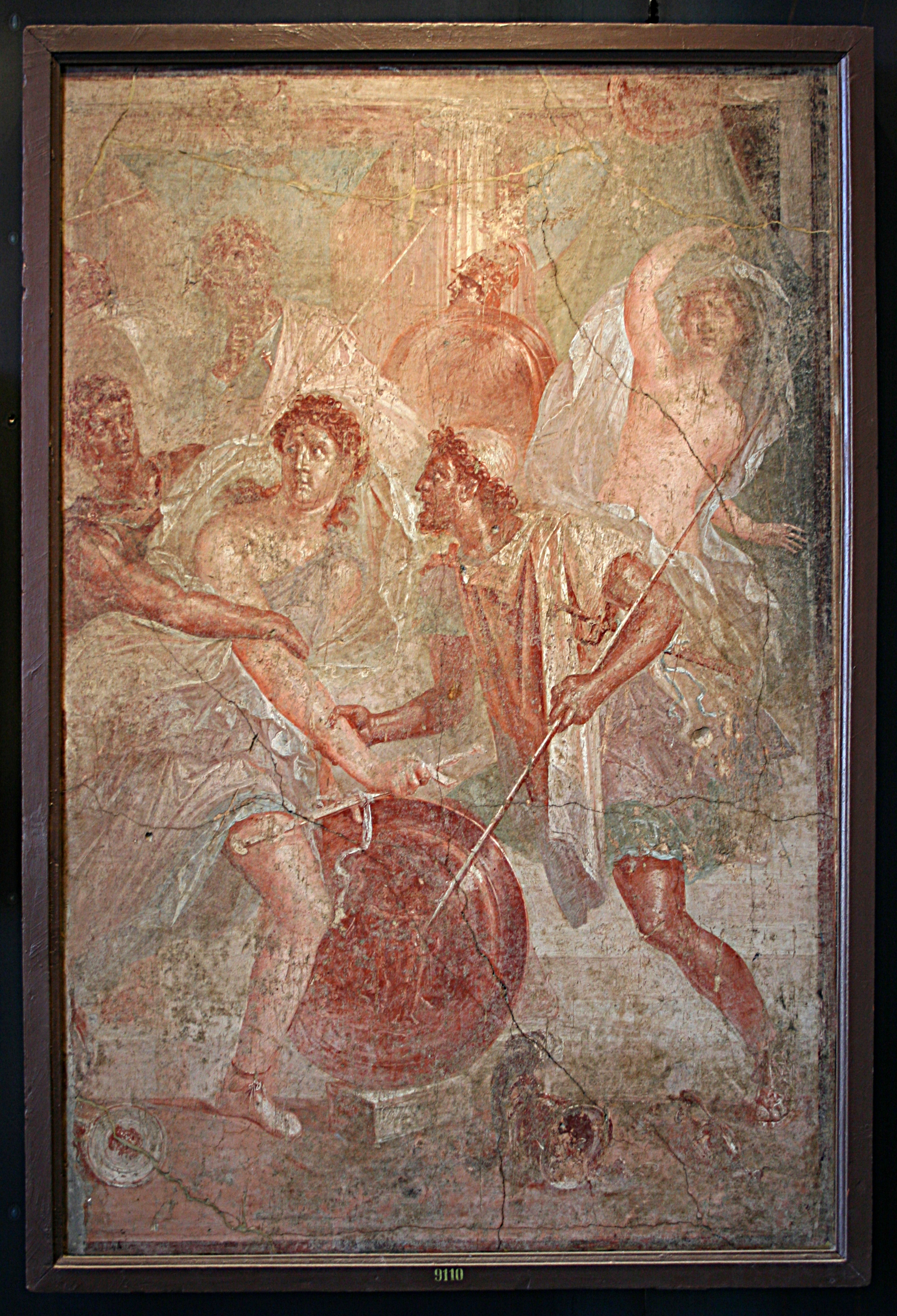
Pintura mural representant Aquiles a Sciro

El seu títol és degut al fet que tracta sobre la vida de l'heroi Aquil·les, però només existeix un llibre i unes poques línies del segon. La part acabada d'aquest poema va ser composta entre el 94–95. Segons diu Estaci en un poema de la Silvae (4.7.21), hi va haver recitacions d'aquest poema. Es creu que la mort del poeta és el motiu que estigui inacabada. Al primer llibre, Tetis té el pressentiment que el seu fill ha de morir a la guerra de Troia i prova d'amagar Aquil·les a l'illa de Sciros disfressant-lo de noia. En aquella illa coneix a Deidamia i la força a tenir relacions sexuals amb ell. Ulisses arriba en cerca d'Aquil·les perquè l'ajudi en la guerra. Al llibre segon, Ulisses i Aquil·les parlen dels seus primers anys quan eren pupils de Quiró.
En general els crítics literaris veuen una marcada diferència entre aquest poema i la Tebaida, notant en aquest segon poema un estil més proper a Ovidi que al de Virgili. També destaquen més en aquesta obra els personatges femenins i les relacions de gènere.

## Influència literària
Estaci va ser molt estimat al seu temps però no per altres poetes contemporanis, els quals criticaven el seu estil passat de moda. Juvenal feia burla del seu estil acomodat a la classe dominant (7.82). Lactanci Plàciden (350–400) en va escriure un Comentari a la Tebaida.
A l'edat mitjana la Tebaida va ser un text molt llegit, va inspirar alguns treballs de Boccaccio i de Chaucer. L'ús de les al·legories emprat per Estaci va col·laborar a establir aquesta tècnica en la poesia medieval. Durant el Renaixement, la Silvae, gràcies a la difusió que en va fer Poliziano, va inspirar tot un gènere de miscel·lànies, o conjunts de poemes que es van fer molt populars i van ser la gènesi dels treballs d'Hugo Grotius i de John Dryden. Dante esmenta Estaci en la seva "De vulgari eloquentia" juntament amb Ovidi, Virgili i Lucà anomenant-los els quatre regulati poetae, és a dir, aquells dels qui prendre exemple (II, VI, 7). Al Purgatori de la Divina Commedia de Dante, trobem al poeta amb Virgili i Estaci quan surten de la cinquena terrassa, reservada als avars i als pròdigs, i entren a la sisena, reservada als golafres. El cant XX és la redempció d'Estaci, la muntanya tremola i les ànimes penitents exclamen «Gloria in exclesis Deo» quan es retroba amb Dante i Virgili al cant XXI. Llavors ascendeix al Mont Purgatori i després acompanya Dante al paradís terrenal, mentre Virgili retorna als Llimbs. Estaci apareix per darrera vegada al cant XXXIII, convertint-se així en un dels personatges més recurrents del llibre juntament amb Dante, Virgili i Beatrice. No és esmentat al paradís, tot i que es dona per entès que està allà.
Dante fa entreveure que Estaci s'havia convertit al cristianisme com a resultat d'haver llegit Virgili. En un estudi del 2012 sobre l'obra de Dante es fa notar que encara que no hi hagin proves històriques d'aquest fet, sí que n'hi ha de la conversió del seu predecessor napolità, Virgili.

## Traduccions
- Publi Papini Estaci: Aquil·leida - Fragment de la guerra de Germània. Introducció, text revisat, traducció i notes de Pere-Enric Barreda. Barcelona: Fundació Bernat Metge, 2010. ISBN 978-84-9859-140-8.

- Publi Papini Estaci: Silves. Volum I: Llibre I. Text revisat i traducció de Guillem Colom i Miquel Dolç. Barcelona: Fundació Bernat Metge, 1957.

- Publi Papini Estaci: Silves. Volum II: Llibre II i III. Text revisat i traducció de Guillem Colom i Miquel Dolç. Barcelona: Fundació Bernat Metge, 1958.

- Publi Papini Estaci: Silves. Volum III: Llibres IV i V. Text revisat i traducció de Guillem Colom i Miquel Dolç. Barcelona: Fundació Bernat Metge, 1960.